# VIII kadencja Sejmu Krajowego Galicji

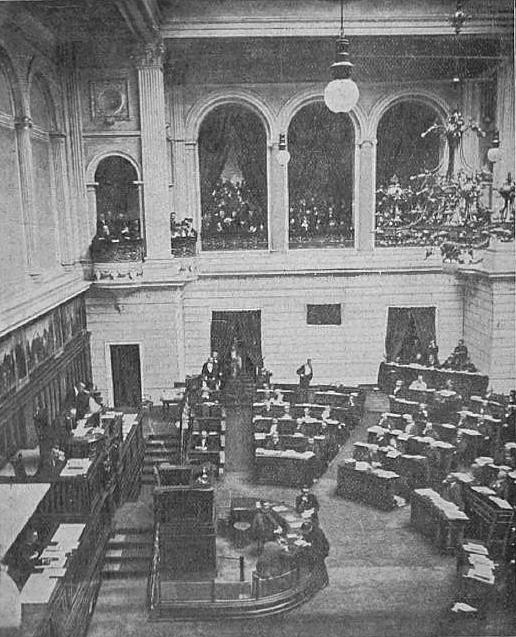
Posiedzenie Sejmu VIII kadencji w dniu 28 grudnia 1901

VIII kadencja Sejmu Krajowego Galicji – ósma kadencja Sejmu Krajowego Galicji, odbywająca się w latach 1901–1907 we Lwowie.

## Sesje Sejmu

### I sesja
Pierwsza sesja odbyła się w dniach 28 grudnia 1901 – 12 lipca 1902 i 29 grudnia 1902 – 3 listopada 1903. Marszałkiem krajowym był Andrzej Potocki, zastępcą Andrzej Szeptycki, namiestnikiem Leon Jan Piniński, komisarzami rządowymi Włodzimierz Łoś i Edwin Płażek. Po odroczeniu nastąpiły zmiany personalne: marszałkiem został Stanisław Badeni, zastępcą Andrzej Szeptycki, namiestnikiem Andrzej Potocki, komisarzami Włodzimierz Łoś, Edwin Płażek i Bolesław Baranowski.
W czasie sesji powołano 19 komisji (zwanych wydziałami), odbyto 49 posiedzeń.

### II sesja
Druga sesja odbyła się w dniach 30 września – 12 listopada 1904 i 10 października – 24 listopada 1905. Marszałkiem krajowym był Stanisław Badeni, zastępcą Andrzej Szeptycki, namiestnikiem Andrzej Potocki, komisarzami rządowymi Włodzimierz Łoś, Edwin Płażek, Bolesław Baranowski, Ludwik German, Antoni Jaegermann.
W czasie sesji powołano 18 komisji, odbyto 61 posiedzeń.

### III sesja
Trzecia sesja odbyła się w dniach 14 lutego – 19 marca 1907 i 16 września – 12 października 1907. Marszałkiem krajowym był Stanisław Badeni, zastępcą Andrzej Szeptycki, namiestnikiem Andrzej Potocki, komisarzami rządowymi Włodzimierz Łoś, Edwin Płażek, Bolesław Baranowski, Ludwik German, Mieczysław Artur Zaleski.
W czasie sesji powołano 19 komisji, odbyto 39 posiedzeń.

## Skład Sejmu

### Wiryliści
- Józef Bilczewski – rzymskokatolicki arcybiskup lwowski
- Andrzej Szeptycki – greckokatolicki arcybiskup lwowski
- Józef Teodorowicz – ormiańskokatolicki arcybiskup lwowski
- Leon Wałęga – rzymskokatolicki biskup tarnowski
- Józef Sebastian Pelczar – rzymskokatolicki biskup przemyski
- Jan Duklan Puzyna – rzymskokatolicki biskup krakowski
- Kostiantyn Czechowycz – greckokatolicki biskup przemyski
- Wasyl Facijewycz – administrator greckokatolickiej diecezji stanisławowskiej (od 1904 biskup stanisławowski Grzegorz Chomyszyn)

Rektorzy Uniwersytetu Lwowskiego (obsadzali miejsca, jeżeli w czasie ich rocznej kadencji wypadała sesja Sejmu):
- Ludwik Rydygier (1901)
- Władysław Ochenkowski (1902-1903)
- Jan Nepomucen Fijałek (1903-1904)
- Antoni Kalina (1904)
- Józef Puzyna (1904-1905)
- Antoni Gluziński (1905)
- Feliks Gryziecki (1906-1907)
- Bronisław Dembiński (1907)

Rektorzy Uniwersytetu Jagiellońskiego (obsadzali miejsca, jeżeli w czasie ich rocznej kadencji wypadała sesja Sejmu):
- Edward Janczewski (1901)
- Tadeusz Gromnicki (1902-1903)
- Edmund Krzymuski (1903-1904)
- Napoleon Cybulski (1904)
- Stefan Pawlicki (1905)
- Franciszek Gabryl (1907)[1][2]

Rektorzy Politechniki Lwowskiej:
- Roman Dzieślewski (1901)
- Tadeusz Fiedler (1902-1903)
- Stanisław Kępiński (1903-1904)
- Leon Syroczyński (1904)
- Seweryn Widt (1905)
- Wiktor Syniewski (1907)

Prezes Akademii Umiejętności:
- Stanisław  Kostka Tarnowski

### Posłowie obieralni

#### I kuria
- 1. Obwód krakowski:
  - Kazimierz Badeni
  - Michał Bobrzyński
  - Piotr Górski (na jego miejsce 21 czerwca 1906 obrano Karola Czecza de Lindenwald)
  - Józef Milewski
  - Franciszek Paszkowski
  - Władysław Struszkiewicz
- 2. Obwód brzeżański:
  - Józef Wereszczyński
  - Stanisław Wybranowski (złożył mandat w 1903 roku[3], na jego miejsce obrano Mikołaja Torosiewicza[4])
  - Mieczysław Onyszkiewicz
- 3. Obwód przemyski:
  - August Gorayski
  - Włodzimierz Kozłowski
  - Władysław Kraiński
- 4. Obwód złoczowski:
  - Władysław Gniewosz
  - Oskar Schnell
  - Wincenty Gnoiński
- 5. Obwód czortkowski:
  - Kazimierz Horodyski
  - Władysław Wiktor Czaykowski
  - Kornel Paygert
- 6. Obwód tarnowski:
  - Józef Męciński
  - Jan Hupka
  - Stefan Sękowski
- 7. Obwód tarnopolski:
  - Jan Vivien de Chateaubrun
  - Eustachy Zagórski
  - Michał Garapich
- 8. Obwód sanocki:
  - Kazimierz Laskowski
  - Jan Trzecieski
  - Jan Urbański[5][6]
  - Mieczysław Urbański[6][7]
- 9. Obwód samborski:
  - Stanisław Niezabitowski
  - Albin Rayski
  - Tadeusz Szatkowski
- 10. Obwód żółkiewski:
  - Tadeusz Starzyński (na jego miejsce 3 września 1907 obrano Stanisława Starzynskiego)
  - Stanisław Białoskórski
  - Andrzej Lubomirski
- 11. Obwód sądecki:
  - Antoni Mars
  - Tadeusz Pilat
- 12. Obwód rzeszowski:
  - Stanisław Dąmbski
  - Stanisław Jędrzejowicz
- 13. Obwód stryjski:
  - Klemens Dzieduszycki
  - Franciszek Rozwadowski
- 14. Obwód stanisławowski:
  - Wojciech Dzieduszycki
  - Stanisław Brykczyński
- 15. Obwód kołomyjski:
  - Mikołaj Krzysztofowicz
  - Leszek Cieński
- 16. Obwód lwowski:
  - Dawid Abrahamowicz

#### II kuria
- Henryk Kolischer (Izba lwowska)
- Arnold Rappaport (Izba krakowska, zmarł w 1907, na jego miejsce obrano Józefa Sare)
- Natan Loewenstein (Izba brodzka)

#### III kuria
- 1. Okręg Lwów:
  - Jakub Bojko
  - Godzimir Małachowski
  - Michał Michalski (zmarł w 1907, na jego miejsce 3 września 1907 obrano Stanisława Ciuchcińskiego)
  - Leonard Piętak
  - Tadeusz Romanowicz (zmarł w 1904, na jego miejsce 7 listopada 1904 obrano Stanisława Głąbińskiego)
  - Tadeusz Rutowski
- 2. Okręg Kraków:
  - Jan Kanty Federowicz
  - Władysław Leopold Jaworski
  - Juliusz Leo
  - Jan Rotter (zmarł 22 czerwca 1906, na jego miejsce obrano Walentego Staniszewskiego)
- 3. Okręg Przemyśl:
  - Leonard Tarnawski
- 4. Okręg Stanisławów:
  - Leon Biliński
- 5. Okręg Tarnopol:
  - Emil Michałowski
- 6. Okręg Brody:
  - Oktaw Sala
- 7. Okręg Jarosław:
  - Władysław Jahl
- 8. Okręg Drohobycz:
  - Leonard Wiśniewski
- 9. Okręg Biała:
  - Stanisław Łazarski (na jego miejsce 7 listopada 1906 obrano Rudolfa Lukasa)
- 10. Okręg Nowy Sącz:
  - Julian Dunajewski
- 11. Okręg Tarnów:
  - Adolf Vayhinger
- 12. Okręg Rzeszów:
  - Stanisław Jabłoński
- 13. Okręg Sambor:
  - Franciszek Tomaszewski
- 14. Okręg Stryj:
  - Filip Fruchtman
- 15. Okręg Kołomyja:
  - Kazimierz Witosławski (zmarł w 1906, na jego miejsce 18 grudnia 1907 obrano Jana Kleskiego)
- 16. Okręg Podgórze-Wieliczka:
  - Franciszek Maryewski
- 17. Okręg Bochnia-Wadowice:
  - Ferdynand Maiss
- 18. Okręg Gorlice-Jasło:
  - Zygmunt Jaworski (złożył mandat w czasie I sesji, na jego miejsce obrano Adama Skrzyńskiego. Zmarł on w 1905, i na jego miejsce 31 października 1905 obrano ks. Leona Pastora)
- 19. Okręg Sanok-Krosno:
  - Kazimierz Lipiński
- 20. Okręg Brzeżany-Złoczów:
  - Stanisław Schaetzel

#### IV kuria
Wybory według numerów okręgów wyborczych. W IV kurii wybory odbyły się w inaczej określonych okręgach wyborczych, którymi według ustawy z 17 grudnia 1884 stały się powiaty.
1. Okręg Lwów - Teofil Merunowicz
2. Okręg Gródek - Adolf Brunicki
3. Okręg Brzeżany - Kazimierz Traczewski
4. Okręg Bóbrka - Stanisław Mycielski
5. Okręg Rohatyn - Andronik Mohylnyćkyj (złożył mandat w 1903, ale 14 czerwca 1904 został wybrany powtórnie)
6. Okręg Podhajce - Edmund Lityński
7. Okręg Zaleszczyki - Tadeusz Cieński
8. Okręg Borszczów - Mieczysław Dunin Borkowski (od 1907 jego miejsce zajął Tadeusz Czarkowski-Golejewski)
9. Okręg Czortków - Stanisław Rudrof
10. Okręg Husiatyn - Adam Gołuchowski
11. Okręg Kołomyja - Roman Puzyna
12. Okręg Horodenka - Antoni Teodorowicz
13. Okręg Kosów - Filip Zaleski
14. Okręg Śniatyń - Stefan Moysa-Rosochacki
15. Okręg Przemyśl - Władysław Czaykowski
16. Okręg Jarosław - Jerzy Czartoryski
17. Okręg Jaworów - Jan Kanty Szeptycki
18. Okręg Mościska - Stanisław Stadnicki
19. Okręg Sambor - Feliks Sozański
20. Okręg Turka - Mychajło Hłydżuk (po jego śmierci w 1907 obrano Josyfa Hanczakowskiego)
21. Okręg Drohobycz - Ksenofont Ochrymowycz
22. Okręg Rudki - Stanisław Bal
23. Okręg Stary Sambor - Stanisław Agopsowicz (wybory unieważniono, ale w kolejnych został wybrany. Zmarł na przełomie 1906/1907, na jego miejsce obrano Jana Jaworskiego)
24. Okręg Sanok - Włodzimierz Truskolaski (zmarł 11 lutego 1906, na jego miejsce 20 czerwca 1906 obrano Wołodymyra Kuryłowycza)
25. Okręg Lisko - Antin Staruch (złożył mandat w 1903, ale 14 czerwca 1904 został wybrany powtórnie)
26. Okręg Dobromil - Paweł Tyszkowski
27. Okręg Brzozów - Zdzisław Skrzyński
28. Okręg Stanisławów - Josyf Huryk (złożył mandat w 1903, ale 14 czerwca 1904 został powtórnie wybrany)
29. Okręg Bohorodczany - Ołeksa Barabasz (złożył mandat w 1903, ale 14 czerwca 1904 został powtórnie wybrany)
30. Okręg Buczacz - Artur Cielecki-Zaremba
31. Okręg Nadwórna - ks. Kornyło Mandyczowśkyj
32. Okręg Tłumacz - Jan Urbański
33. Okręg Stryj - Jewhen Ołesnycki (złożył mandat w 1903, został powtórnie wybrany 14 czerwca 1904)
34. Okręg Dolina - ks. Teodor Bohaczewśkyj (złożył mandat w 1903, został powtórnie wybrany 14 czerwca 1904)
35. Okręg Kałusz - Adolf Wurst
36. Okręg Żydaczów - Stanisław Pawlikowski
37. Okręg Tarnopol - Juliusz Korytowski
38. Okręg Skałat - Leon Jan Piniński
39. Okręg Zbaraż - Dmytro Ostapczuk (złożył mandat w 1903, powtórnie wybrany 14 czerwca 1904, zmarł w 1907, na jego miejsce obrano Andrija Szmigelskiego)
40. Okręg Trembowla - Jerzy Baworowski
41. Okręg Złoczów - Apolinary Jaworski (zmarł w 1904, na jego miejsce 10 lipca 1905 obrano Kazimierza Obertyńskiego)
42. Okręg Brody - Ołeksandr Barwinski (złożył mandat w 1903, na jego miejsce 14 czerwca 1904 obrano ks. Teodozego Jeffimowycza)
43. Okręg Kamionka Strumiłowa - Stanisław Badeni
44. Okręg Przemyślany - Roman Potocki
45. Okręg Żółkiew - Mychajło Korol (złożył mandat w 1903, został powtórnie wybrany 14 czerwca 1904)
46. Okręg Sokal - Wincenty Kraiński
47. Okręg Cieszanów - Jan Gnoiński
48. Okręg Rawa - ks. Wiktor Mazykewycz (złożył mandat w 1903, powtórnie wybrany 14 czerwca 1904)
49. Okręg Kraków - ks. Andrzej Szponder
50. Okręg Chrzanów - Andrzej Kazimierz Potocki
51. Okręg Bochnia - Zdzisław Włodek
52. Okręg Brzesko - Jan Albin Goetz
53. Okręg Wieliczka - Wiktor Skołyszewski
54. Okręg Jasło - ks. Karol Krementowski (na jego miejsce 15 listopada 1904 obrano ks. Adama Wesolińskiego)
55. Okręg Gorlice - Władysław Płocki
56. Okręg Krosno - Jan Stapiński
57. Okręg Rzeszów - Tomasz Szajer
58. Okręg Kolbuszowa - Janusz Tyszkiewicz
59. Okręg Łańcut - Bolesław Żardecki
60. Okręg Nisko - Klemens Kostheim
61. Okręg Tarnobrzeg - Zdzisław Tarnowski
62. Okręg Nowy Sącz - Stanisław Potoczek
63. Okręg Grybów - Michał Huza
64. Okręg Nowy Targ - Jan Bednarski
65. Okręg Limanowa - Antoni Wodzicki
66. Okręg Tarnów - Eustachy Stanisław Sanguszko (zmarł w 1903, na jego miejsce 15 października 1903 obrano Filipa Włodka)
67. Okręg Dąbrowa - ks. Antoni Wilczkiewicz
68. Okręg Pilzno - Tytus Buynowski
69. Okręg Ropczyce - Adam Jędrzejowicz
70. Okręg Mielec - Franciszek Krempa
71. Okręg Wadowice - ks. Stanisław Stojałowski
72. Okręg Biała - Franciszek Kramarczyk
73. Okręg Myślenice - Kazimierz Lubomirski
74. Okręg Żywiec - Wojciech Szwed